# Straßenbahn Benton–Fairfield
Die Straßenbahn Benton–Fairfield war ein Straßenbahnbetrieb in Maine (Vereinigte Staaten). Am 21. Juni 1898 wurde in Fairfield die Benton and Fairfield Railway Company gegründet. 
Sie baute zunächst eine etwa 3,6 Kilometer lange eingleisige Strecke von Benton am Sebasticook River zum Bahnhof des Ortes an der Bahnstrecke Cumberland Center–Bangor, die am 7. Dezember des gleichen Jahres eröffnet wurde. Ab 19. Januar 1899 fuhren die Bahnen über den Bahnhof Benton hinaus bis zur Brücke über den Kennebec River. Am 20. Juli 1899 ging die Verlängerung über diese Brücke bis zum nördlichen Brückenkopf in Fairfield in Betrieb. 1900 wurde die Strecke in Fairfield von der Bridge Street über die Island Street bis zum Bahnhof Fairfield an der Bahnstrecke Brunswick–Skowhegan, sowie in Benton über den Sebasticook River bis zur Papierfabrik in Benton Falls verlängert. Der endgültige Ausbauzustand wurde 1901 mit der Verlängerung vom Bahnhof Fairfield durch die Main Street bis zur Endstelle der Straßenbahn Waterville und der Straßenbahn Fairfield–Shawmut erreicht. 
Die Gesamtlänge der eingleisigen Strecke betrug 7,72 Kilometer. Der Betriebshof befand sich in Benton Falls an der Endstelle des ersten eröffneten Teilstücks. Das Bahnstromkraftwerk stand in Fairfield, wurde jedoch 1911 geschlossen. Ab dieser Zeit bezog die Bahngesellschaft den Strom von der Straßenbahn Waterville.
Im Jahr 1910 standen der Bahngesellschaft ein Personenwagen, acht Güterwagen und ein Schneepflug zur Verfügung. Der Personentriebwagen verkehrte stündlich pro Richtung, die Bahn diente hauptsächlich dem Güterverkehr, der über 80 % der Einnahmen ausmachte. Der ursprüngliche Betriebshof brannte im April 1914 ab und wurde anschließend neu aufgebaut und dabei etwas vergrößert.
1929 wurde der Personenverkehr eingestellt und 1936 schließlich die Bahn stillgelegt und die Anlagen abgebaut und verschrottet. Der Betriebshof wurde erst Anfang der 1940er Jahre abgerissen.